# فرودگاه رمی – پرونه
 فرودگاه رمی-پرونه (به انگلیسی: Reims – Prunay Aerodrome) (به زبان بومی: Aérodrome de Reims - Prunay) یک فرودگاه همگانی است که یک باند فرود آسفالت دارد و طول باند آن ۱۱۵۰ متر است. این فرودگاه در شهر رنس کشور فرانسه قرار دارد و در ارتفاع ۹۵ متری از سطح دریا واقع شده است.